# Leptochilus torretassoi
Leptochilus torretassoi är en stekelart som först beskrevs av Giordani Soika 1938.  Leptochilus torretassoi ingår i släktet Leptochilus och familjen Eumenidae. Utöver nominatformen finns också underarten L. t. venerensis.